# Sentimiento antiestadunidense

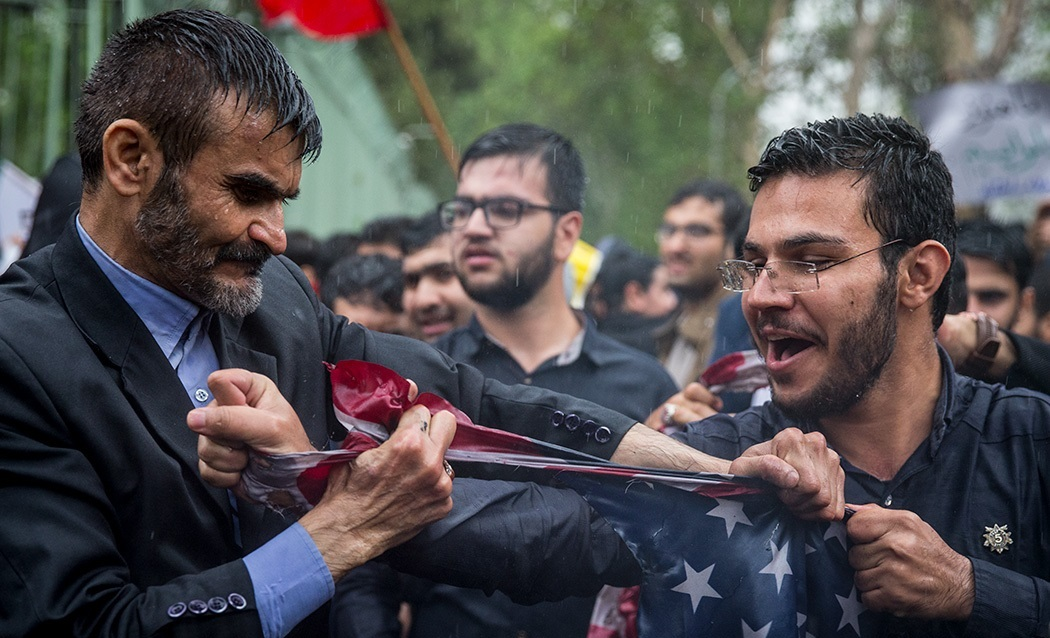
Dos manifestantes en Irán rasgan una bandera de EE. UU. en una concentración antiestadounidense tras la retirada del país del acuerdo nuclear con Irán

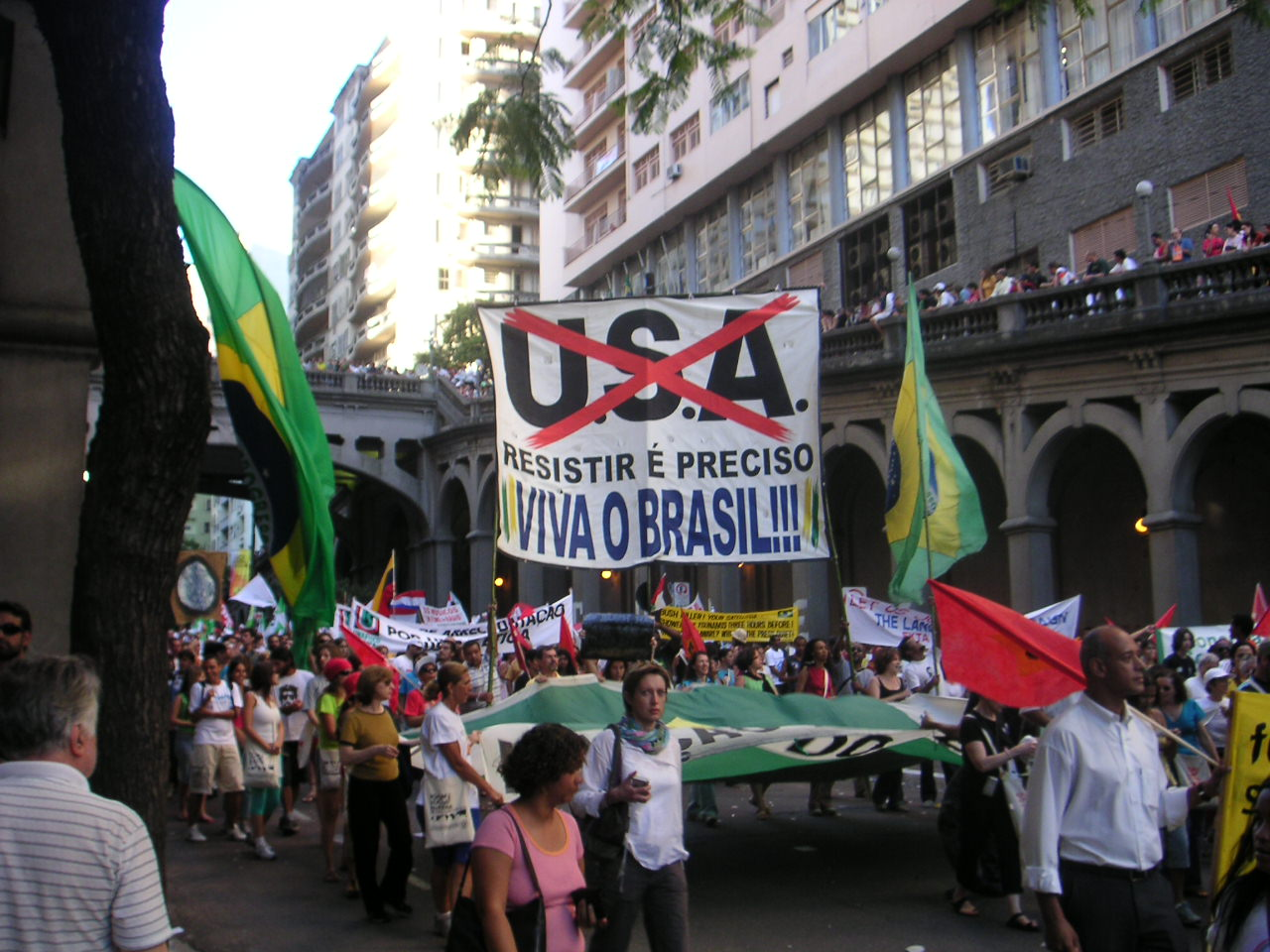
Manifestación contra la política estadounidense en Brasil.

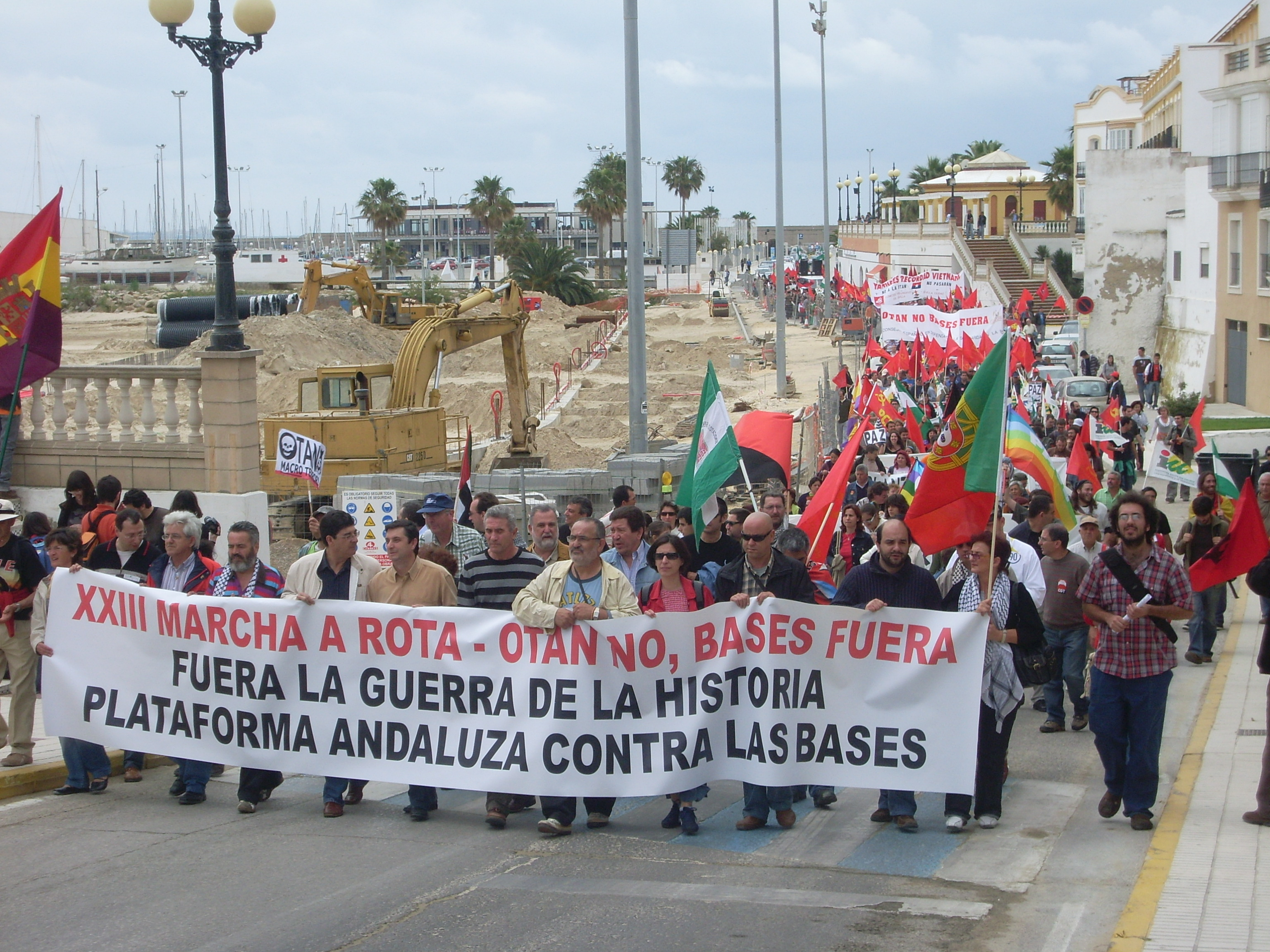
Protesta en España contra la presencia de los militares de la OTAN y Estados Unidos.

El sentimiento antiestadounidense (también llamado antiestadounidismo, antiestadounidensismo, antiamericanismo o americanofobia) representa el odio, el miedo, la oposición y la desconfianza hacia el gobierno de Estados Unidos y su política exterior en particular o hacia el pueblo estadounidense en general.
En la práctica, se ha etiquetado como antiamericanismo una amplia gama de actitudes y acciones críticas hacia los Estados Unidos y la aplicabilidad del término suele ser objeto de disputa. Los ejemplos contemporáneos se encuentran principalmente en las críticas hacia el llamado imperialismo estadounidense, en especial en América Ibérica. El término forma parte del lenguaje político desde mediados del siglo XX, aunque las raíces históricas del mismo se remontan al XIX.
Este se ha generalizado en Rusia, China, Serbia, Pakistán, Bosnia y Herzegovina, Bielorrusia y el Gran Oriente Medio, pero siguen siendo escaso en Israel, África Subsahariana, Corea del Sur, Vietnam, Filipinas y algunos países de Europa Central y Oriental. En Europa Occidental, esta animadversión destaca, entre otras partes, en Francia, uno de los países europeos donde está más arraigada.

## Europa

### España
El antimericanismo en España es percibido como profundamente arraigado en la sociedad; y numerosas encuestas lo clarifican, clasificando a España como el país con mayor nivel de antiestadounidismo en Europa.Los sociólogos y estudiosos considera que el antiamericanismo es un elemento sustancial de la idiosincrasia española moderna. Según un estudio del German Marshall Fund, la percepción de Estados Unidos en el país ibérico se encontraba como la menos favorables del continente europeo junto con la de Turquía. La consideración de la guerra hispano-estadounidense de 1898 como punto de origen del antiestadounidismo en España ha sido un lugar común en la historiografía, aunque este extremo ha sido recientemente discutido, ya que los estereotipos negativos sobre la cultura estadounidense comenzaron a ser forjados ya desde la independencia de este último país un siglo atrás. La propagación de prejuicios y clichés contra los Estados Unidos, común en Europa durante los siglos XIX y XX, encontró su terreno más fértil en España y continuó asentándose durante el siglo XXI.
Para muchos autores, la mayor prevalencia del antiestadounidismo en España sobre el de los países de su entorno se ha debido al recuerdo de 1898, al resentimiento de la izquierda por la asociación estadounidense con Franco y a la toma de decisiones de dicho país y su influencia en materia de geopolítica. Además de los acontecimientos anteriores, los Pactos de Madrid de 1953 (que llevaron a la instalación de bases militares estadounidenses), la falta de entusiasmo de los Estados Unidos por una transición democrática en los años 70 en España, el abandono durante la guerra civil española, el incidente de Palomares y la invasión de Irak (incluyendo el asesinato del periodista español José Couso) también han sido mencionados como acontecimientos que han alimentando el antiestadounidismo.Asimismo, las diversas retóricas políticas internas y externas de Estados Unidos durante el último siglo han generado una dura reacción contra dicho Estado. Del mismo modo, influyen otros factores como la gentrificación, las redes sociales, el turismo, las crisis económicas, la complicidad de varios partidos políticos españoles con EE.UU, el impacto lingüístico, la percepción estadounidense sobre la esfera hispanohablante y algunas injerencias de la CIA en el país.
El antiestadounidismo español permea todo el espectro político, edades y lugares del país; trasciende generaciones. Cabe destacar que las consecuencias económicas de la Guerra de Ucrania y el continuo apoyo a Israel por parte de Estados Unidos —España es el país europeo que más apoya a Palestina, siendo algo casi generalizado— han agravado todo ello. El aborrecimiento de los españoles a Estados Unidos suele complementarse con el odio a otros países como Reino Unido, Alemania y Países Bajos. Todos ellos suelen recibir el nombre de «guiris» (también «yanquis» en el caso de EE. UU.). 

### Francia
En Francia, el término anglo-saxón se utiliza a menudo en expresiones de antiamericanismo o anglofobia. Los escritores franceses también lo han utilizado de maneras más matizadas en discusiones sobre el declive francés, especialmente como un modelo alternativo al que Francia debería aspirar, cómo debería adaptarse a sus dos competidores globales más prominentes y cómo debería abordar la modernización social y económica.
La primera guerra de Indochina y la crisis de Suez de 1956 provocaron consternación entre la derecha francesa, que ya estaba enfadada por la falta de apoyo estadounidense durante batalla de Dien Bien Phu en 1954. Para los socialistas y comunistas de la izquierda francesa, las fuentes de resentimiento fueron la guerra de Vietnam y el imperialismo estadounidense. Mucho más tarde, la polémica de las supuestas armas de destrucción masiva en Irak ensució aún más la imagen previamente favorable de los Estados Unidos en el país. En 2008, el 85% de los franceses consideraba que el gobierno y los bancos estadounidenses eran los más responsables de la crisis financiera de 2007-2008. En 2013, el 36% veía a Estados Unidos desde una perspectiva "muy desfavorable" o "algo desfavorable".

### Alemania
Durante la Guerra Fría, el antiamericanismo fue la política oficial del gobierno en Alemania Oriental y los disidentes fueron castigados. Por su parte en Alemania Occidental, el antiamericanismo era la posición común de la izquierda, pero la mayoría elogiaba a los Estados Unidos como protector contra el comunismo y aliado fundamental en la reconstrucción de la nación tras la caída del Tercer Reich. La negativa de Alemania a apoyar la invasión de Irak encabezada por los estadounidenses en 2003 fue vista a menudo como una manifestación de antiamericanismo. Este rechazo había estado silenciado en la derecha alemana desde 1945, pero resurgió en el xxi, especialmente en el partido Alternativa para Alemania (AfD), que comenzó en oposición a la Unión Europea, y ahora se ha vuelto a la vez antiamericano y antiinmigrante. La molestia o la desconfianza hacia los estadounidenses se incrementó en 2013 por las revelaciones de espionaje estadounidense a altos funcionarios alemanes, incluida la canciller Angela Merkel.
En el asunto del periodista Claas Relotius de Der Spiegel, el embajador de Estados Unidos en Alemania, Richard Grenell, escribió a la revista quejándose de un sesgo institucional antiestadounidense (en alemán, "anti-amerikanismus") y pidió una investigación independiente. Grenell escribió que "estas noticias falsas se centran en gran medida en las políticas estadounidenses y ciertos segmentos del pueblo estadounidense".
El historiador alemán Darius Harwardt ha señalado que a partir de 1980, el término ha experimentado un aumento en su uso en la política alemana, por ejemplo para desacreditar a aquellos que desean cerrar bases militares estadounidenses en el país.

### Países Bajos
Aunque los neerlandeses generalmente han mantenido una actitud favorable hacia los Estados Unidos, hubo corrientes negativas después de la Segunda Guerra Mundial cuando culparon a la política estadounidense como la razón por la cual sus colonias en el sudeste asiático pudieron obtener la independencia. Las actitudes de posguerra continuaron la perenne ambigüedad del antiamericanismo: la relación de amor-odio, o la voluntad de adoptar patrones culturales estadounidenses y al mismo tiempo expresar críticas hacia ellos. En la década de 1960, el antiamericanismo en los Países Bajos revivió en gran medida como reacción contra la guerra de Vietnam. Sus primeros defensores principales fueron estudiantes, periodistas e intelectuales de izquierda, no afiliados a ningún partido. Las encuestas de opinión pública en los Países Bajos (1975-1983) indican una actitud estable hacia Estados Unidos; sólo el 10% de la población era profundamente antiestadounidense. La retórica más estridente provino del ala izquierda de la política holandesa y puede atribuirse en gran medida a las consecuencias de la participación neerlandesa en la OTAN.

### Reino Unido
Según una encuesta del Pew Global Attitudes Project, durante la administración de George W. Bush las opiniones favorables sobre los Estados Unidos entre 2000 y 2006 cayeron del 83 al 56 % en el Reino Unido. Artículos de noticias y blogs han analizado las experiencias negativas de los estadounidenses que residen en el país. El sentimiento antiestadounidense se había generalizado en el Reino Unido tras las guerras de Irak y Afganistán.
En mayo de 2010, una encuesta realizada por YouGov reveló que el 66 % de los británicos tenía una opinión favorable de los Estados Unidos y el 62 % estaba de acuerdo con la afirmación de que este país era el aliado más importante de Gran Bretaña. Sin embargo, la encuesta también reveló que el 85 % de los ciudadanos británicos creía que el Reino Unido tiene poca o ninguna influencia en las políticas estadounidenses y que el 62 % pensaba que los Estados Unidos no tenían en cuenta los intereses británicos. Otra encuesta realizada por YouGov en septiembre de 2016 reveló que el 57 % todavía creía en la relación especial, mientras que el 37 % no.

### Rusia
Rusia tiene una larga historia de antiamericanismo, que se remonta a la Revolución de Octubre de 1917. Ya en 1919, se grabó al líder de la Rusia soviética, Vladimir Lenin, dirigiéndose a los soldados del Ejército Rojo donde afirmó que "los capitalistas de Inglaterra, Francia y Estados Unidos son haciendo la guerra contra Rusia". Los bolcheviques también utilizaron la imagen del Tío Sam para presentar a las fuerzas rusas blancas como patrocinadas por el extranjero.
En 2013, el 30% de los rusos tenía una visión "muy desfavorable" o "algo desfavorable" de los estadounidenses y el 40% veía a Estados Unidos desde una perspectiva "muy desfavorable" o "algo desfavorable", frente al 34% en 2012. Encuestas recientes del centro Levada muestran que el 71% de los rusos tienen al menos una actitud algo negativa hacia los EE. UU., frente al 38% en 2013. Es la cifra más grande desde la caída de la Unión Soviética. En 2015, una nueva encuesta del centro Levada mostró que el 81% de los rusos ahora tienen opiniones desfavorables de Estados Unidos, presumiblemente como resultado de las sanciones estadounidenses y occidentales impuestas contra Rusia debido a la guerra ruso-ucraniana. Según se informa, el antiamericanismo en Rusia está en su punto más alto desde el final de la Guerra Fría. 
Los resultados de la encuesta publicada por el Levada-Center indican que, en agosto de 2018, los rusos veían cada vez más positivamente a los Estados Unidos después de la cumbre entre ambas naciones en Helsinki llevada a cabo en julio de 2018. El Moscow Times informó que "por primera vez desde 2014, el número "El número de rusos que dijeron tener sentimientos "positivos" hacia Estados Unidos (42%) superó a los que reportaron sentimientos "negativos" (40%)". En febrero de 2020, el 46% de los rusos encuestados dijeron que tenían una visión negativa de Estados Unidos. Según el Pew Research Center, el 57% de los rusos de 18 a 29 años ven la cultura estadounidense con buenos ojos, en comparación con sólo el 15% de los rusos de 50 años o más.  En 2019, solo el 20% de los rusos veían positivamente al presidente estadounidense Donald Trump, y sólo el 14% de ellos expresaron su aprobación neta de las políticas de Trump.

## Asia

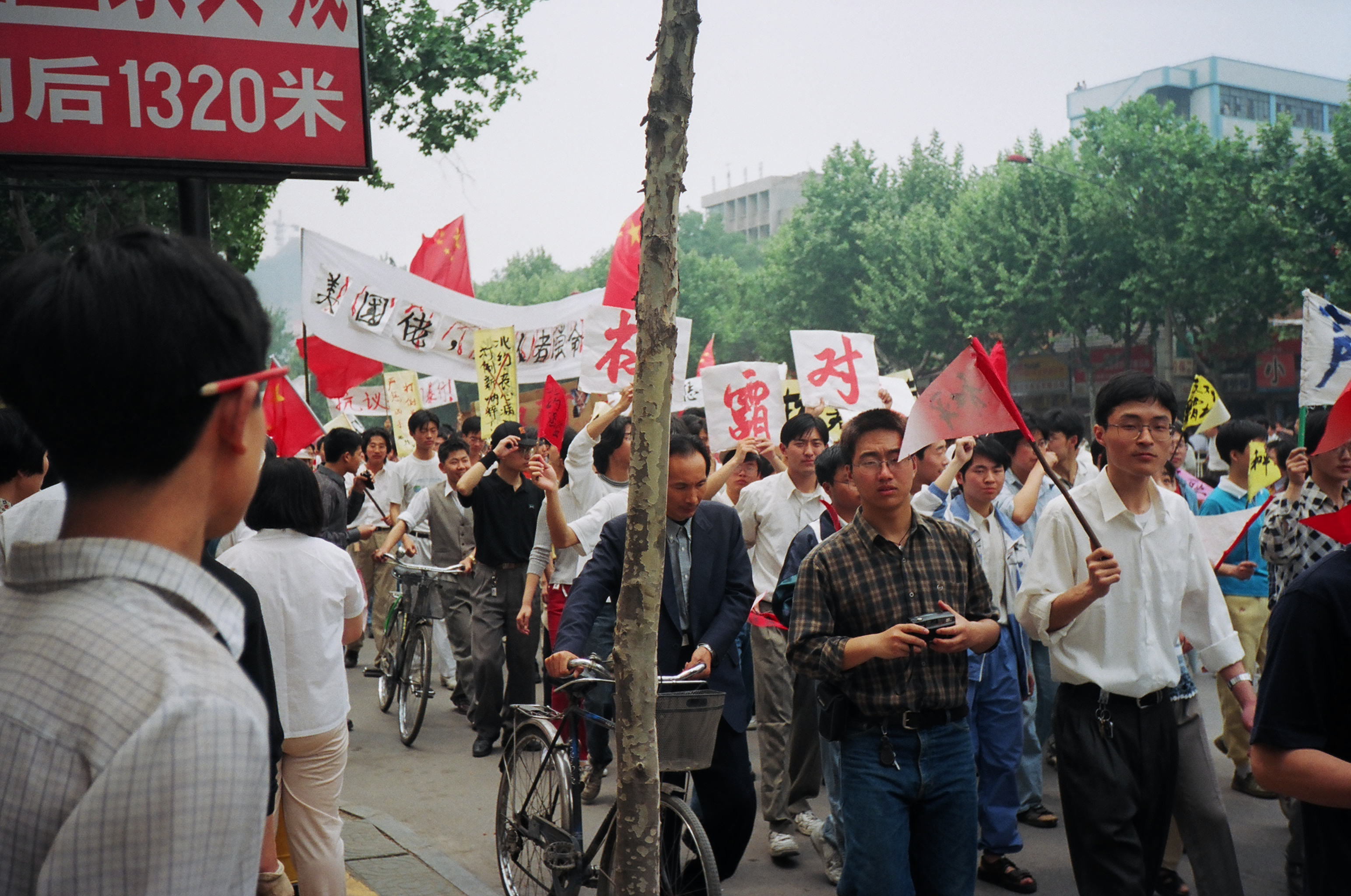
Protestas antiestadounidenses en Nankín tras el bombardeo estadounidense de la embajada china en Belgrado en 1999

### Afganistán
El sentimiento antiestadounidense en Afganistán se ha visto alentado en 2012 por el incidente de la quema del Corán y la filtración en línea de un vídeo de tropas estadounidenses orinando sobre combatientes talibanes que llevó a varias protestas en el país. Los ataques con aviones no tripulados también han provocado un creciente antiamericanismo dentro y fuera de Afganistán.
Después de la caída de Kabul en 2021, los talibanes desfilan con ataúdes para "funerales simulados" envueltos en banderas del Reino Unido y los Estados Unidos para las potencias de la OTAN, mientras celebran el "día de la independencia". El Batallón 313 Badri publicó una imagen burlándose de la famosa foto de soldados estadounidenses izando la bandera estadounidense en Iwo Jima.

### Arabia Saudita
En Arabia Saudita, el sentimiento antiestadounidense fue descrito como "intenso" y "en su punto más alto".
Según la encuesta realizada por el servicio de inteligencia saudita a personas de entre 25 y 41 años realizada poco después de los ataques del 11 de septiembre de 2001 concluyó que el 95% de los encuestados apoyaban la causa de Osama Bin Laden. Según se informa, el apoyo a Bin Laden disminuyó en 2006 y para entonces, la población saudí se volvió considerablemente más proestadounidense, después de que grupos vinculados a Al-Qaeda organizaran ataques dentro de Arabia Saudita.

### Corea del Norte
Las relaciones bilateral entre Corea del Norte y los Estados Unidos han sido hostiles desde la guerra de Corea, y el desarrollo más reciente de armas nucleares y misiles de largo alcance por parte de los norcoreanos ha aumentado aún más la tensión entre las dos naciones. En enero de 2002, el presidente estadounidense George W. Bush había descrito a Corea del Norte como parte del eje del mal, al acusar a este país de hacer apología el terrorismo.
En Corea del Norte, julio es el "Mes de la Lucha Conjunta Antiamericana", con festividades para denunciar a las políticas imperialistas estadounidenses.

### Corea del Sur
El sentimiento antiaestadounidense en Corea del Sur comenzó con el primer contacto entre las dos naciones y continuó después de la división de Corea y la posterior guerra. Un foco particular de tal odio se ha centrado en la presencia y el comportamiento del personal militar estadounidense (USFK) en la península. La actual presencia militar estadounidense en Corea del Sur, especialmente en Yongsan Garrison, en el centro de Seúl, sigue siendo un tema polémico. Si bien han surgido protestas por incidentes específicos, pueden reflejar un sentimiento histórico antioccidental más profundo.
A pesar de esto, en 2011, el 74% de los surcoreanos tienen una visión favorable de los Estados Unidos, lo que lo convierte en uno de los países con mayor porcentaje de opiniones favorables respecto a la cultura estadounidenses.

### China
La República Popular China tiene una historia de antiamericanismo que comenzó con el desdén general hacia los extranjeros a principios del xix y que culminó en el Levantamiento de los bóxers de 1900, que los Estados Unidos ayudaron a reprimir militarmente. El boicot chino de 1905 a los productos estadounidenses para protestar contra la discriminación contra los chinos que vivían en aquel país tuvo un impacto negativo importante en las actitudes chinas. Después de la guerra civil china, ambas naciones libraron una guerra no declarada durante la guerra de Corea, en la que murieron 148.000 soldados chinos, que dejó resentimientos en ambos bandos. Las relaciones mejoraron después de 1970, gracias a la visita de Richard Nixon al país asiático, pero los sentimientos antiestadounidenses a gran escala aumentaron significativamente desde que Donald Trump lanzó una guerra comercial contra China a finales de la década de 2010.
En 2013, el 53% de los encuestados chinos en Pew Research Center tenían una visión "muy desfavorable" o "algo desfavorable" de los Estados Unidos. Las relaciones mejoraron ligeramente cerca del final del gobierno de Barack Obama en 2016, y el 44% de los encuestados chinos expresaron una opinión desfavorable en comparación con el 50% de los encuestados que expresaron una opinión favorable. En mayo de 2019, Global Times dijo que "la guerra comercial con Estados Unidos en este momento recuerda a los chinos las luchas militares entre China y Estados Unidos durante la Guerra de Corea".

### Filipinas
En Filipinas ha existido un sentimiento antiestadounidense, debido principalmente a la guerra filipino-estadounidense y al período de dominio colonial de 1898 a 1946. De hecho, uno de los himnos patrióticos más reconocibles del país, Nuestra patria (en pampango: Balen Ku)  hace referencia a "los anglosajones... que con vil traición subyuga [a la Patria]".Jorge Mojarro Ramos escribió en 2020 que, durante la ocupación estadounidense, "los intelectuales y patriotas filipinos rechazaron totalmente la tutela estadounidense de la política y la economía filipinas", y agregó que "la lengua española se entendía entonces como una herramienta de desarrollo cultural y resistencia política". El propio Manuel L. Quezón se negó a aprender inglés, habiéndose sentido traicionado por los estadounidenses a quienes consideraban aliados contra España.
El controvertido Acuerdo de Fuerzas Visitantes alimenta aún más el sentimiento antiestadounidense, especialmente entre los musulmanes filipinos. Personal militar estadounidense también ha sido juzgado y condenado por violaciones y asesinatos cometidos en suelo filipino contra civiles. Este personal de servicio sería posteriormente liberado por el sistema de justicia o recibiría un indulto presidencial.
Sin embargo, una encuesta realizada en 2011 por la BBC encontró que el 90% de los filipinos tienen una opinión favorable de los Estados Unidos. Según una encuesta del Pew Research Center publicada en 2014, el 92% de los filipinos veían favorablemente a los Estados Unidos, convirtiendo a las Filipinas como la nación que más amaba lo estadounidense. La elección de Rodrigo Duterte en 2016, junto con los índices de aprobación persistentemente altos a partir de entonces,  presagian una nueva era marcada por el neonacionalismo y un antiamericanismo renaciente fundado en lo que para entonces habían sido agravios históricos largamente desatendidos.

### Irán
A día de hoy, Irán es visto por muchos como el país más antiestadounidense del mundo.[cita requerida] El primer gran caso de esta aversión fue en la crisis de los rehenes de 1979 a 1981, en la que 52 estadounidenses fueron rehenes en Teherán durante 444 días. Aquello empeoró considerablemente las percepciones mutuas entre los Estados Unidos e Irán. Fue también en Irán que se popularizó el cántico Muerte a América desde la Revolución de 1979. Se ha sugerido que bajo el ayatolá Ruhollah Jomeiní el antiamericanismo era poco más que una forma de distinguir entre partidarios y detractores internos, e incluso la frase "Gran Satán" que anteriormente se había asociado con antiamericanismo, parece referirse ahora tanto al gobierno estadounidense como al británico.
Algunos estudios muestran que el antiamericanismo en Irán está relacionado con el apoyo al Islam. Los intentos de los Estados Unidos de paralizar la economía de Irán también han hecho que dicha antipatía sea más grande. También se ha documentado que estudiantes de Teherán dijeron sobre las sanciones estadounidenses: “Cuanto más presionen, más conducirán a un aumento del antiamericanismo” y "Es simplemente un círculo vicioso".

### Japón
En Japón, las objeciones al comportamiento y la presencia del personal militar estadounidense a veces se consideran como un ejemplo de antiamericanismo, como el incidente de violación de Okinawa en 1995. A partir de 2008, la actual presencia militar en Okinawa seguía siendo un tema polémico en Japón. Si bien las protestas han surgido debido a incidentes específicos, a menudo reflejan resentimientos históricos más profundos. Robert Hathaway, director del programa para Asia del Wilson Center, sugiere: 

"El crecimiento del sentimiento antiestadounidense tanto en Japón como en Corea del Sur debe verse no simplemente como una respuesta a las políticas y acciones estadounidenses, sino como un reflejo de tendencias y desarrollos internos más profundos". dentro de estos países asiáticos".

Una variedad de hilos han contribuido al antiamericanismo japonés en la era de la posguerra, incluido el pacifismo en la izquierda, el nacionalismo en la derecha y las preocupaciones oportunistas sobre la influencia estadounidense en la vida económica japonesa.

## Oceanía

### Australia
Históricamente, Australia ha sido de las naciones donde la opinión pública respecto a lo estadounidense estaba altamente favorable, aunque eso no quiera decir que hayan australianos que criticaban con dureza alguna de sus acciones. En una encuesta realizada por la revista estadounidense Reader's Digest entre 1000 australianos, el 15% de ellos se describieron a sí mismos como "antiestadounidenses", otro 67% tenía opiniones neutrales y el 17% dijo que era "proestadounidense". En la encuesta, el 71% de los australianos dijeron que no les gustaría vivir en los Estados Unidos. Otra encuesta realizada en 2012 por LivingSocial mostró que el 30 por ciento de los encuestados australianos tenían opiniones negativas sobre los turistas estadounidenses. Una encuesta de Pew Research Center de 2016 también mostró que el 69% de los encuestados australianos asociaban a los estadounidenses con la arrogancia y el 68% los asociaba con la violencia, porcentajes que eran ligeramente más altos que los de la mayoría de los países encuestados.

## América

### América Latina

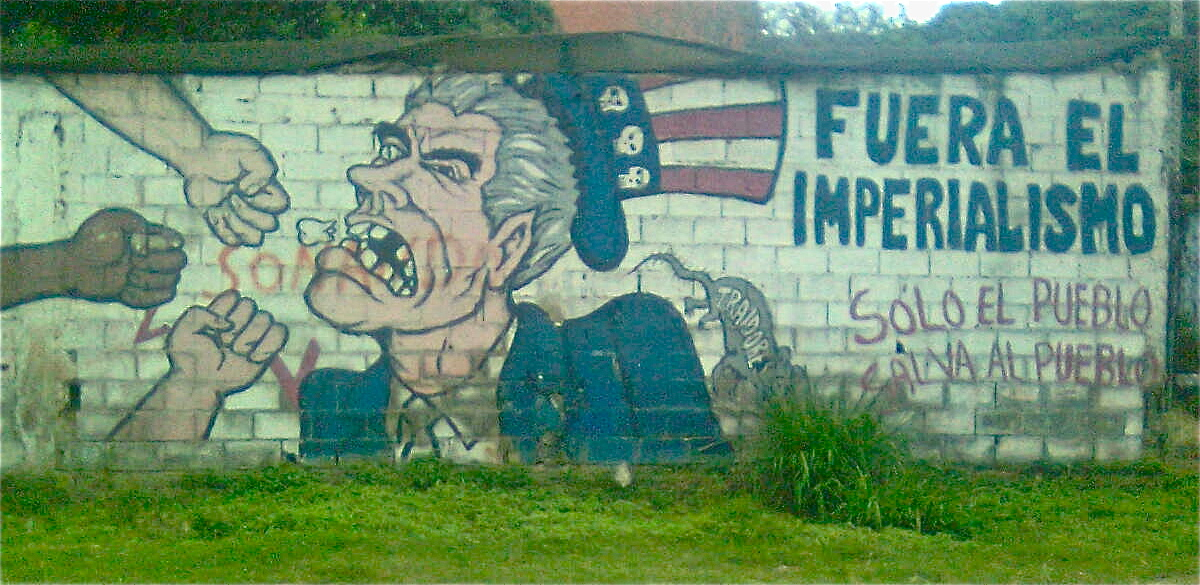
Mural contra Estados Unidos en Caracas, Venezuela.

El periodo expansionista de la nación norteamericana, en el siglo XIX y principios del XX en el que Estados Unidos pasan de ser las originales trece colonias a un país conformado por 50 estados que han sido adheridos ya sea por la compra de territorios, anexión forzada de territorios indígenas, o anexión lisa y llana como el caso de la mitad del territorio mexicano en la (Intervención estadounidense en México) provocó siempre un fuerte recelo entre algunos observadores y gobernantes extranjeros, así como en las clases populares latinoamericanas.
La animosidad contra Estados Unidos se desarrolla cuando la Unión se afianza en el concierto de las naciones debido a su importancia económica, y genera una política exterior que la lleva a pasar del aislacionismo del siglo XVIII, a una fase imperialista moderna. De esta manera, la apropiación de territorios, pasa de un avance sobre los territorios de los aborígenes norteamericanos o de territorios originalmente pertenecientes a España, a invasiones militares y económicas de otra escala.
Según el historiador Marcos Cantera Carlomagno, el escritor franco-argentino Paul Groussac fue quien inició el antiamericanismo en América Latina.
Pero expresiones de desconfianza y hostilidad hacia el papel de Estados Unidos en América Latina se encuentran en fuentes muy anteriores. Por ejemplo, es famosa la carta del futuro ministro chileno Diego Portales de 1822, cuatro años después de la independencia de su país, en la que, a raíz de la Doctrina Monroe, señalaba:

"¡Cuidado con salir de una dominación para caer en otra! Hay que desconfiar de esos señores que muy bien aprueban la obra de nuestros campeones de liberación, sin habernos ayudado en nada: he aquí la causa de mi temor. ¿Por qué ese afán de Estados Unidos en acreditar Ministros, delegados y en reconocer la independencia de América, sin molestarse ellos en nada? ¡Vaya un sistema curioso, mi amigo! Yo creo que todo esto obedece a un plan combinado de antemano; y ese sería así: hacer la conquista de América, no por las armas, sino por la influencia en toda esfera. Esto sucederá, tal vez no hoy; pero mañana sí. No conviene dejarse halagar por estos dulces que los niños suelen comer con gusto, sin cuidarse de un envenenamiento".
Diego Portales, Carta a José M. Cea, marzo de 1822.

Así la influencia de Estados Unidos se ve como un nuevo colonialismo económico y cultural, continuación por otros medios del anterior colonialismo europeo:

"Bueno, el imperialismo no tiene un significado preciso. Existen maneras de dominación y control que toman formas variadas, de modo que el imperialismo clásico en su sentido moderno se aplicó solamente durante un par de décadas en el siglo XIX. ¿Significa esto que  (...) el lugar donde yo vivo, Boston, fue entregado por su población a los colonos británicos cuando llegaron? Me refiero a que éstas son todas formas de dominación y control, si ustedes quieren llamarlo imperialismo, bien (...) cuando llegó el momento en que el mundo europeo no fue más capaz de controlar sus colonias directamente por la fuerza militar surgió la descolonización. Ellos simplemente trataron de controlar de otras formas. Tomemos el caso de Estados Unidos en el Caribe (...) De otra manera, lo mismo ocurrió con Gran Bretaña y sus colonias, y de hecho en la mayor parte del mundo colonial.

No se han reconstituido las relaciones completamente, pero las relaciones de dependencia perduran de una u otra manera. Hoy, los Estados Unidos son mucho más poderosos que Gran Bretaña hace ochenta años atrás. Entonces hay más control de los Estados Unidos que británico. Pero las formas de control simplemente cambian. Después de la Primera Guerra Mundial, por ejemplo, Gran Bretaña fue considerablemente debilitada y ya no era capaz de controlar el imperio esencialmente mediante la intervención militar. De modo que entonces cambió sus tácticas, y optó por el uso del poder aéreo, y el bombardeo contra población civil, y el gas venenoso. Esto fue considerado una forma efectiva aterrorizar a los civiles. Sólo se utilizan otros mecanismos de dominación".
Noam Chomsky, Diálogos para el Pensamiento Crítico. "La Guerra contra los Pueblos" Entrevista realizada a Noam Chomsky sobre una idea original de Atilio A. Boron en el marco del II Foro Social Mundial, Porto Alegre - 2002. 

Otras opiniones, relacionadas en general con la derecha política, relativizan la idea del papel negativo de los Estados Unidos en Latinoamérica, y la caracterizan como el producto de la falta de autocrítica o de la envidia. Esta es la opinión de, por ejemplo, el periodista liberal venezolano Carlos Rangel:

Para los latinoamericanos constituye un escándalo insoportable que un puñado de anglosajones, llegados al hemisferio mucho después que los españoles y en un clima tan crudo que poco faltó para que ninguno de ellos sobreviviese a los primeros inviernos, hayan llegado a ser la primera potencia del mundo. Sería necesario un impensable autoanálisis colectivo para que los latinoamericanos pudiesen mirar de frente las causas de ese contraste. Por eso, aun sabiendo que es falso, todos los dirigentes políticos, todos los intelectuales latinoamericanos están obligados a decir que todos nuestros males encuentran explicación en el imperialismo estadounidense.
Carlos Rangel, Del buen salvaje al buen revolucionario, Monte Ávila, Caracas, 1976

El movimiento estudiantil de Reforma Universitaria latinoamericano que se inició en la ciudad de Córdoba (Argentina) en 1918 impulsó la idea del antiimperialismo por toda América Latina y desempeñó un papel fundamental para que el concepto se fuera desarrollando durante varias generaciones. Ya en 1920 la Federación Universitaria Argentina emitió un manifiesto titulado Denuncia del imperialismo.
Otra de las causas que han hecho prosperar el rechazo y odio hacia Estados Unidos en América Latina ha sido su historia de intervencionismo militar en muchos países latinoamericanos y del resto del mundo, por ejemplo, las guerras bananeras, las dos invasiones a Cuba, la creación de Panamá con el objetivo de hacerse con el control de un futuro canal interoceánico, la ocupación militar de Nicaragua, contra la que se rebeló el general Augusto César Sandino, la ocupación militar de Haití o la expedición contra Pancho Villa en México.
Posteriormente esta injerencia en los países latinoamericanos evolucionó dentro de la lógica de la Guerra Fría y adquirió el objetivo formal de evitar la implantación del comunismo, o por lo menos de evitar que estos países se salieran de la órbita estadounidense aun cuando eso no implicara necesariamente que entrasen en la órbita comunista. Con este objetivo, Estados Unidos impulsó y apoyó diversas dictaduras militares latinoamericanas. Está demostrada la participación de EE. UU. en el asesinato de Omar Torrijos de Panamá, en el golpe contra Jacobo Arbenz en Guatemala en 1954, y en otros hechos como la organización de la llamada Operación Cóndor en los años 70 y 80, la intromisión de Spruille Braden, embajador estadounidense en Argentina, para evitar la elección de Juan Domingo Perón como presidente en el año 1945, o la organización de la Contra nicaragüense en los años 80.
Otro motivo que ha promovido el antiamericanismo en América Latina ha sido la existencia de la Escuela de las Américas, donde fueron entrenados políticos y militares proamericanos, muchos de los cuales luego serían dictadores en sus respectivos países, la mayoría de las veces cometerían crímenes de lesa humanidad, casi siempre llevarían adelante políticas económicas liberales, y se alinearían completamente con la política exterior de Estados Unidos para la región. Hubo algunas excepciones de dictadores militares que originalmente reunían todas estas características, pero que al final perderían el favor de Washington por determinadas conductas puntuales, como en el caso de Leopoldo Galtieri en Argentina, que en 1982 contravendría las políticas de Washington llevando a cabo una guerra contra el Reino Unido (una potencia capitalista y uno de los principales aliados de EE. UU. en la OTAN), o Manuel Noriega en Panamá, que fue acusado de estar implicado en el narcotráfico hacia los EE. UU. y fue derrocado por una intervención militar estadounidense en 1989.

### Estados Unidos
En las primeras décadas de la Guerra Fría funcionó en Estados Unidos un Comité de Actividades Antiamericanas dependiente del Congreso, que se dedicó a investigar la existencia de infiltrados del Partido Comunista estadounidense en la Administración pública. Fue especialmente célebre en estas labores el senador Joseph McCarthy, que dirigió los trabajos de una subcomisión del Senado en busca de espías soviéticos y que dio nombre al periodo de intensa actividad anticomunista conocido posteriormente como Mccarthismo. 
Posteriormente, también se ha acusado de antiamericanismo a ciudadanos de ese país que se han opuesto a la política exterior de su gobierno, especialmente en periodos bélicos. Actualmente, algunos movimientos estadounidenses han tenido muchos aspectos antiamericanistas, siendo estos movimientos, aquellos que van en contra de invasiones a otros países (como lo fueron Vietnam, Afganistán, Libia o Irak). Algunas letras de grupos estadounidenses revelan algunos esbozos de estas actitudes, como por ejemplo "Hero of War" de Rise Against, o "Survivor Guilt", del mismo grupo.